# 皮塞
皮塞（法語：Pusey，法語發音：[pyzɛ]）是法国上索恩省的一个市镇，属于沃苏勒区。

## 地理
皮塞（47°39'10"N, 6°7'35"E）面积8.18 平方千米，位于法国勃艮第-弗朗什-孔泰大區上索恩省，该省份为法国东部内陆省份，北起顺时针与孚日省、贝尔福地区省、杜省、汝拉省、科多尔省和上马恩省接壤。
与皮塞接壤的市镇（或旧市镇、城区）包括：沙尔穆瓦耶、格拉特里、皮西-埃珀努、韦夫尔和蒙图瓦耶、沃苏勒。

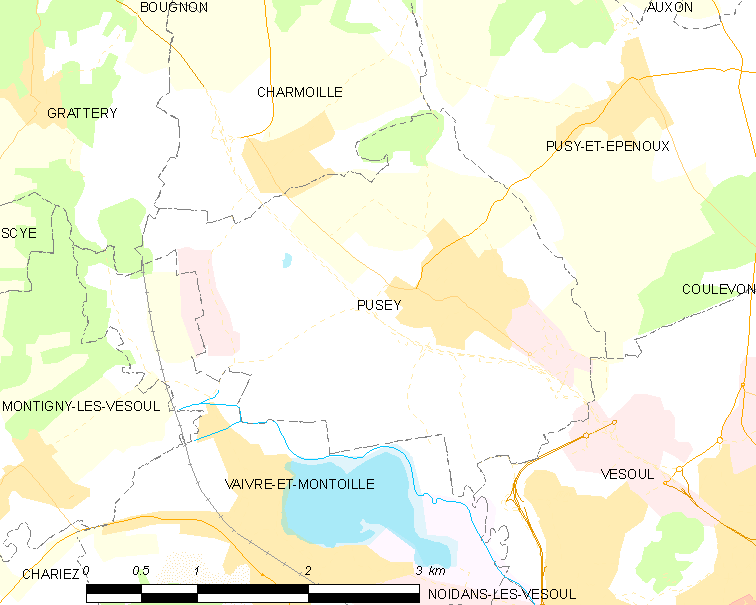
皮塞的OSM定位图

皮塞的时区为UTC+01:00、UTC+02:00（夏令时）。

## 行政
皮塞的邮政编码为70000，INSEE市镇编码为70428。

## 政治
皮塞所属的省级选区为沃苏勒第一县。

## 人口

1962-2008年间皮塞人口变化图示

皮塞于2022年1月1日时的人口数量为1437人。